# Miami (Missouri)
Pour les articles homonymes, voir Miami (homonymie).
Miami est une ville du comté de Saline, dans le Missouri, aux États-Unis,. Située au nord du comté, elle est fondée en 1838, sous le nom de Greenville et incorporée en 1838.

## Démographie
Lors du recensement de 2010, la ville comptait une population de 175 habitants. Elle est estimée, en 2016, à 173 habitants.

### Source de la traduction
- (en) Cet article est partiellement ou en totalité issu de l’article de Wikipédia en anglais intitulé « Miami, Missouri » (voir la liste des auteurs).